# گراس‌پوینت‌فارمز (میشیگان)
گراس‌پوینت‌فارمز، میشیگان (به انگلیسی: Grosse Pointe Farms, Michigan) یک شهر در ایالات متحده آمریکا با جمعیت ۹٬۴۷۹ نفر است که در میشیگان واقع شده‌است.